# Hrabstwo Pulaski (Indiana)

Piramida wieku hrabstwa

Hrabstwo Pulaski (ang. Pulaski County) – hrabstwo w stanie Indiana w Stanach Zjednoczonych. Nazwane na cześć Kazimierza Pułaskiego, bohatera wojny o niepodległość Stanów Zjednoczonych.

## Geografia
Według spisu z 2000 obszar całkowity hrabstwa obejmuje powierzchnię 434,57 mil2 (1125,53 km²), z czego 433,68 mil2 (1123,23 km²) stanowią lądy, a 0,89 mil2 (2,31 km²) stanowią wody. Według szacunków United States Census Bureau w roku 2009 miało 13 614 mieszkańców. Jego siedzibą administracyjną jest Winamac.

### Miasta
- Francesville
- Medaryville
- Monterey
- Star City (CDP)
- Winamac

### Sąsiednie hrabstwa
- Hrabstwo Starke (północ)
- Hrabstwo Marshall (północny wschód)
- Hrabstwo Fulton (wschód)
- Hrabstwo Cass (południowy wschód)
- Hrabstwo White (południe)
- Hrabstwo Jasper (zachód)